# Peter Shapiro
Pour les articles homonymes, voir Shapiro.
Peter Shapiro, né le 22 août 1969 et mort le 2 juillet 2025, est critique musical pour les magazines Spin, Vibe, The Wire et le Times. Il est le responsable éditorial de l’ouvrage collectif Modulations et l'auteur de Turn the Beat Around (Éditions Allia, 2004 et 2008, respectivement).

## Œuvres

### En français
- Turn the Beat Around ((en)Turn The beat around: The Secret History of Disco), Éditions Allia, traduction d'Étienne Menu, 2008
- Modulations ((en)Modulations A History of Electronic Music Throbbing Words on Sound (ed.) (2000)[2]), Éditions Allia, traduction de Pauline Bruchet et Benjamin Fau, 2004 (en tant que responsable éditorial).

### En anglais
- (en)The Rough Guide to Hip-hop
- (en)The Rough Guide to Soul and R'n'B
- (en)The Rough Guide to Drum 'n' Bass

## Crédit d'auteurs
- (en) Cet article est partiellement ou en totalité issu de l’article de Wikipédia en anglais intitulé « Peter Shapiro (journalist) » (voir la liste des auteurs).